# Художня гімнастика на літніх Олімпійських іграх 2024 — групове багатоборство
Змагання з художньої гімнастики в груповому багатоборстві на літніх Олімпійських іграх 2024 будуть прохоти 9 і 10 серпня на Адідас-Арені в Парижі. У кваліфікації візьмуть участь 70 спортсменок з 14 країн. У фінальній частині виступили 40 гімнасток з восьми країн.

## Формат змагань
Змагання складаються з двох кіл: кваліфікаційного і фінального. Вісім команд, що показали кращі результати у кваліфікації, виходять у фінал. У кожному колі команди виконують по дві вправи: одну з 5 обручами і другу з 3 стрічками та 2 м'ячами. Бали в цих вправах складаються в загальну суму.

## Результати

### Кваліфікація
| Місце | Команда | 5       | 3 + 2  | Загалом | Кваліфікація |
| ----- | --- | ------- | ------ | ------- | ------------ |
| 1     | Болгарія (BUL) Софія Іванова Магдалина Міневська Камелія Петрова Рейчел Стоянов Маргарита Василева          | 37,700  | 32,700 | 70.400  | Q            |
| 2     | Італія (ITA) Лаура Паріс Мартіна Центофанті Агнес Дуранті Алессія Мауреллі Даніела Могуріан                 | 38,200  | 31,150 | 69,350  | Q            |
| 3     | Україна (UKR) Кіра Ширикіна Діана Баєва Аліна Мельник Валерія Перемета Марія Височанська                    | 35,450  | 33,500 | 68,950  | Q            |
| 4     | Франція (FRA) Еноа Дот Манель Інахо Селія Джозеф-Ноель Жюстін Лаві Лозі Віларіно                            | 36,600  | 32,200 | 68,800  | Q            |
| 5     | Китай (CHN) Жангхуанг Хуанг Ксіняй Дінг Ланджінг Ванг Ксіксі Гуо Тінг Гао                                   | 35.500  | 32,400 | 67,900  | Q            |
| 6     | Ізраїль (ISR) Шані Баканов Адар Фрідман Ромі Паріцькі Офір Шахам Діана Сверцов                              | 35,250  | 31,900 | 67,150  | Q            |
| 7     | Узбекистан (UZB) Евеліна Аталянц Шахзода Ібрагімова Мумтозабоню Ісхокзода Амалія Мамедова Іродахон Садикова | 33,550  | 30,450 | 64,000  | Q            |
| 8     | Азербайджан (AZE) Гуллу Агаларзаде Єлизавета Лузан Дар'я Сорокіна Зейнаб Гумматова Ламан Алімурадова        | 33,850  | 28,150 | 62,000  | Q            |
| 9     | Бразилія (BRA) Дебора Медрадо Софія Перейра Ніколь Пірсіо Вікторія Боргес Марія Едуарда Аракакі             | 35,950  | 24.950 | 60,900  | R1           |
| 10    | Іспанія (ESP) Ана Арнау Камарена Інес Бергуа Навалес Мірея Мартінес Патрісія Перес Фос Сальма Солаун        | 30,400  | 30,000 | 60,400  | R2           |
| 11    | Австралія (AUS) Лідія Яковлева Саскі Броделе Фібі Лемон Еммануела Фроку Джессіка Вейнтрауб                  | 31,400  | 27,050 | 58.450  |              |
| 12    | Мексика (MEX) Далія Алкокер Джулія Гутеррез Софія Флорез Кімберлі Салазар Адірем Теджеда                    | 29,700  | 27,800 | 57,500  |              |
| 13    | Німеччина (GER) Аня Косан Даніела Кромм Аліна Оганесян Ханна Вестер Емілія Віскерт                          | 33,700  | 23,650 | 57,350  |              |
| 14    | Єгипет (EGY) Абір Рамадан Фаріда Хуссейн Жохара Елдіб Аміна Собейн Ламар Бехайрі                            | 30,Ж850 | 25,050 | 55,900  |              |

## Фінал
| Місце | Команда | 5      | 3 + 2  | Загалом |
| ----- | --- | ------ | ------ | ------- |
| 1     | Китай (CHN) Жангхуанг Хуанг Ксіняй Дінг Ланджінг Ванг Ксіксі Гуо Тінг Гао                                   | 36,950 | 32,000 | 68,100  |
| 2     | Ізраїль (ISR) Шані Баканов Адар Фрідман Ромі Паріцькі Офір Шахам Діана Сверцов                              | 35,600 | 33,700 | 67,800  |
| 3     | Італія (ITA) Лаура Паріс Мартіна Центофанті Агнес Дуранті Алессія Мауреллі Даніела Могуріан                 | 36,100 | 31,600 | 66,450  |
| 4     | Болгарія (BUL) Софія Іванова Магдалина Міневська Камелія Петрова Рейчел Стоянов Маргарита Василева          | 34,100 | 30,250 | 66,000  |
| 5     | Азербайджан (AZE) Гуллу Агаларзаде Єлизавета Лузан Дар'я Сорокіна Зейнаб Гумматова Ламан Алімурадова        | 34,850 | 31,600 | 66,450  |
| 6     | Франція (FRA) Еноа Дот Манель Інахо Селія Джозеф-Ноель Жюстін Лаві Лозі Віларіно                            | 35,750 | 30,250 | 66,000  |
| 7     | Україна (UKR) Кіра Ширикіна Діана Баєва Аліна Мельник Валерія Перемета Марія Височанська                    | 36,550 | 29,150 | 65,700  |
| 8     | Узбекистан (UZB) Евеліна Аталянц Шахзода Ібрагімова Мумтозабоню Ісхокзода Амалія Мамедова Іродахон Садикова | 34,050 | 30,450 | 64,500  |